# Chiranthodendron pentadactylon
Genre
Espèce
Classification phylogénétique
Synonymes
voir texte.

Chiranthodendron pentadactylon Larreat. (anciennement Cheirostemon platanoides Humb. & Bonpl.), le chéirostème, parfois appelé arbre à la main ou arbre porteur de mains, est une espèce d'arbre sempervirent à croissance rapide et aux feuilles palmées de la famille des Sterculiaceae, ou des Malvaceae selon la classification phylogénétique.
En nahuatl, on l’appelle mecapalxochicuahuitl. En espagnol, il est appelé familièrement árbol de las manitas à cause de sa fleur ayant la forme particulière de petites mains ; la racine grecque savante du mot chiranthodendron signifie : « arbre aux fleurs-main ». C'est la seule espèce actuellement acceptée du genre Chiranthodendron.

## Synonymes
- Chiranthodendron californicum Baill.
- Cheirostemon platanoides Humb. & Bonpl.
- Chiranthodendron platanoides (Bonpl.) Baill.

## Description
Cette espèce est originaire du Guatemala et du Mexique méridional (Chiapas et Oaxaca). Le dessus des feuilles est vert olive et glabre, le dessous est beige et tomenteux. Du printemps au début de l'été, il présente des fleurs rougeâtres à la forme insolite. Le périanthe ressemble à la fleur de Fremontodendron entrouverte (une espèce proche) ce qui lui donne l'aspect d'une tulipe, mais la structure florale centrale est tout à fait différente. En effet les cinq étamines sont longues, courbées vers le haut, et d'un rouge brillant, donnant l'impression d'une main griffue.

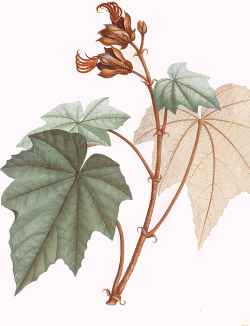
Description Botanique du Chiranthodendron, par José Dionisio Larreátegui, 1805

L'arbre a été mentionné pour la première fois, après la conquête du Mexique, dans le manuscrit mexica Libellus de Medicinabilus Indorum Herbis, appelé plus communément Códice De la Cruz-Badiano (1552).
L'espèce fut premièrement décrite de manière scientifique par Joseph Dionisio Larreategui d'après l'unique spécimen connu à l'époque, certainement plusieurs fois centenaire qui croît à Toluca dans la vallée de Toluca, bien loin de son aire de répartition naturelle. Les Aztèques révéraient l'arbre et cueillaient chacune de ses fleurs ce qui l'empêchait de se reproduire.
L'espèce est très proche du genre Fremontodendron, suffisamment pour produire un hybride, ×Chiranthofremontia lenzii Henrickson, qui a des fleurs jaunes et une forme réduite de la griffe.

## Utilisation
Les fleurs qui contiennent un hétéroside, sont utilisées en infusion, seules ou en association avec d'autres plantes, comme régulateur de la pression artérielle, tranquillisant du système nerveux central ou comme anti-inflammatoire pour les yeux. Les feuilles peuvent être utilisées comme  émollient.

### Chiranthodendron
- (en) NCBI : Chiranthodendron (taxons inclus)
- (en) GRIN : genre Chiranthodendron  Larreat. (+liste d'espèces contenant des synonymes)

### Chiranthodendron pentadactylon
- (en) GRIN : espèce Chiranthodendron pentadactylon  Larreat.